# Hirundo dimidiata
A gyöngyszem mellű fecske (Hirundo dimidiata) a madarak osztályának verébalakúak rendjébe és  a fecskefélék (Hirundinidae) családjába tartozó faj.

## Előfordulása
Angola, Botswana, a Kongói Demokratikus Köztársaság, Lesotho, Malawi, Mozambik, Namíbia, a Dél-afrikai Köztársaság, Zambia és Zimbabwe területén honos. Tanzániában kóborló. Az északi területeken előnyben részesíti a lombos erdőket, míg a déli területeken inkább a völgyeket, mezőgazdasági területeket, alföldeket.

## Alfajai
- Hirundo dimidiata marwitzi (Reichenow, 1903) – Angola, dél-Kongói Demokratikus Köztársaság, Zambia, Malawi, Zimbabwe, északkelet-Dél-afrikai Köztársaság, nyugat-Mozambik;
- Hirundo dimidiata dimidiata (Sundevall, 1850) – Namíbia, Botswana, északnyugat- és dél-Dél-afrikai Köztársaság.

## Megjelenése
Testhossza 13–14 centiméter. Testének felső része fényes sötétkék, alsó része szürkésfehér.

## Életmódja
Tápláléka elsősorban rovarokból áll, amelyet néha fűmagokkal egészít ki.

## Szaporodása
A fészket elsősorban a hím készíti 3–4 héten keresztül. Csésze alakú fészke, sárból van elkészítve valamint száraz fűvel és szőrrel van bélelve. A fészek elhelyezésének a helye régiók szerint változik, lehet üreg vagy ember által alkotott szerkezeten is. A költési idő augusztus és március között van, de augusztus és október között tetőzik. Fészekalja 2–4 fehér tojásból áll, melyen csak a tojó kotlik 16–18 napon keresztül. A fiatalok 18–23 naposan hagyják el fészküket, de a szülők még általában 20 napig etetik őket. A szülő területén maradnak ameddig a másik fészekalj költésébe bele nem kezdenek a szülők. Néha 3 fészekalj is van egy költési szezonban.